# Eric Fauroux
Eric Fauroux (ur. 2 marca 1968) – francuski judoka. Startował w Pucharze Świata w latach 1991-1993 i 1995-1999. Srebrny medalista mistrzostw Europy w drużynie w 1990 i 1997 i brązowy w 1995. Wicemistrz akademickich MŚ w 1990 i wojskowych MŚ w 1992. Drugi na igrzyskach frankofońskich w 1989 i 1994. Mistrz Europy juniorów w 1987 i trzeci w 1988. Mistrz Francji w 1995 roku.